# Tara (Indie)
Tara (tłum. Gwiazda) – mit. indyjska, bogini głodu, żona boga Bryhaspatiego, utożsamianego z Jowiszem, jedna z bogiń mahawidja. Postać spowijają skłębione węże. Przedstawia się ją jako trzymającą ściętą głowę, z której do kielicha sączy się krew. W chwili spijania krwi chłonie sok świata.